# Stuart Chatwood
Stuart Chatwood (1969. október 22. –) kanadai zenész a lancashire-i Fleetwoodban született, Angliában. Leginkább a The Tea Party kanadai rock együttes tagjaként ismerik. (basszusgitár, billentyűs hangszerek) A The Tea Party a keleti és nyugati világ motívumait ötvözi egy stílusban, amit ők "marokkó rollnak" neveznek. 2001-ben a Tangents: The Tea Party Collection válogatáslemezért Juno-díjat nyert a legjobb albumborító kategóriában. Az együttes többi tagját már gyerekkora óta ismerte, az első együttese mégis a The Stickmen volt.
Chatwood videójáték zeneszerzőként is ismert. 8 Prince of Persia játék zenei anyagáért is felelős volt: Prince of Persia: The Sands of Time (2003), Prince of Persia: Warrior Within (2004), Prince of Persia: The Two Thrones (2005), Battles of Prince of Persia (2005), Prince of Persia: Revelations (2005), Prince of Persia: Rival Swords (2007), Prince of Persia: The Fallen King (2008) és Prince of Persia (2008). A sorozat nagy sikernek örvend, a részeiből összesen több mint 17 millió példányt értékesítettek világszerte.

## The Tea Party diszkográfia
- The Tea Party (1991)
- Capitol Records demo (1992)
- Splendor Solis (1993)
- The Edges of Twilight (1995)
- Alhambra (1996)
- Transmission (1997)
- Triptych (1999)
- Live at the Enmore Theatre (1999)
- Tangents: The Tea Party Collection (2000) (válogatásalbum)
- Illuminations (2001) (válogatás DVD)
- The Interzone Mantras (2001)
- Seven Circles (2004)

## Videóklipek
- Writing's on the Wall (2004)
- Oceans (2005)[5]

## Videójáték zenék
- Road Rash 3D (1998, EA)
- NHL 2002 (2001, EA)
- Prince of Persia: The Sands of Time (2003, Ubisoft)
- Prince of Persia: Warrior Within (2004, Ubisoft)
- Prince of Persia: The Two Thrones (2005, Ubisoft)
- Battles of Prince of Persia (2005, Ubisoft)
- Prince of Persia: Revelations (2005, Ubisoft)
- Prince of Persia: Rival Swords (2007, Ubisoft)
- Prince of Persia: The Fallen King (2008, Ubisoft)
- Prince of Persia (2008, Ubisoft)

## Külső hivatkozások
- Myspacce oldala
- The Tea Party együttes weboldala
- Stuart Chatwood a MusicBrainz adatbázisában